# 조반니 바티스타 리치올리

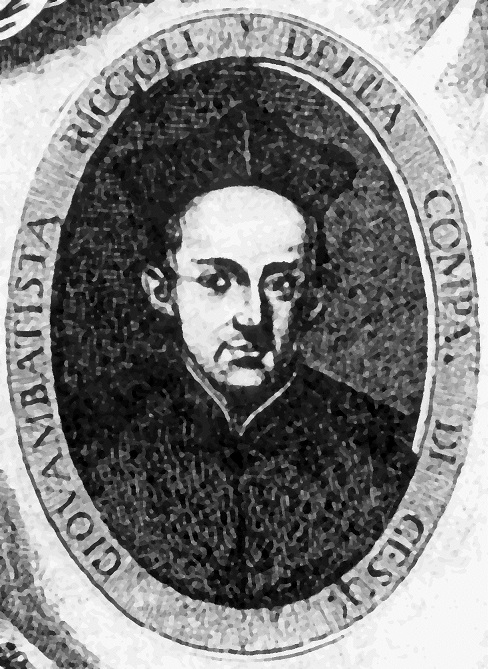

조반니 바티스타 리치올리(Giovanni Battista Riccioli, 1598년 4월 17일 ~ 1671년 6월 25일)는 이탈리아의 천문학자이며 예수회 신부이다. 지구의 운동에 대한 126개의 논쟁에서 제기된 진자 실험과 낙하하는 물체 실험 그리고 현재의 달 지명에 대한 명명법을 도입한 것으로 유명하다. 또한 이중성(double star)을 최초 발견하였다. 지구가 자전한다면 지표면의 속도가 위도에 따라 다르므로 지구의 자전을 쉽게 알 수 있다고 주장하였다.

## 생애
리치올리는 이탈리아 페라라에서 태어났다. 1614년 10월 6일 예수회에 입회하였다. 수련기간을 마친 후 1616년부터 인문학을 공부하기 시작했다. 페라라에서 그리고 나중에는 피아첸자에서 공부하였다.
1620년부터 1628년까지 파르마 대학에서 철학과 신학을 공부했다. 파르마 예수회는 교육과정에 자유 낙하 물체에 대한 실험을 포함하는 실험 프로그램을 강하게 진행하였다. 리치올리가 입학하였을 때 당시 가장 유명한 이탈리아 예수회 신부중 한 사람인 주세페 비앙카니(1565~1624)가 파르마에서 가르치고 있었다. 비앙카니는 월면에 산이 있다는 것, 하늘의 유동성과 같은 새로운 천문학 사상을 받아들였고, 예수회 천문학자 크리스토프 샤이너(1573~1650)와 함께 태양의 흑점을 관측하였다. 리치올리는 비앙카니에 대해 감사와 찬탄을 하였다.
1628년에 리치올리의 공부가 끝나자 사제로 서품되었다. 그는 선교활동을 요청했지만 거절당했다. 대신 파르마에서 가르치게 되었다. 그곳에서 1629년부터 1632년까지 논리학, 물리학, 형이상학을 가르쳤고, 떨어지는 물체와 진자에 대한 몇 가지 실험을 하였다. 1632년 젊은이들로 이루러진 예수회 결성의 책임을 맡고 있는 집단의 일원이 되었으며, 그 중에 다니엘로 바르톨리(Danielo Bartoli)도 있었다. 만토바에서 1633-1634년을 보냈는데 거기서 니콜로 카베오(1576~1650)와 함께 진자에 대한 연구를 더 하였다. 1635년 파르마로 돌아와 신학을 가르쳤으며 달에 대한 첫 번째 중요한 관찰도 수행했다. 1636년 볼로냐로 파견되어 신학을 가르쳤다.
리치올리는 자신이 신학자라고 생각하였지만 비앙카니 밑에서 공부하던 학생 시절부터 천문학에 지대한 관심을 가지고 있었다. 많은 예수회 회원들이 신학자이지만 천문학자들은 거의 없다고 그는 말했다. 그는 마음속에 천문학에 대한 열정이 일어나면 그것을 결코 주체할 수 없어서 신학보다는 천문학에 더 전념하게 되었다고 말했다. 결국 예수회의 상관들은 공식적으로 그에게 천문학 연구를 허락하였다. 그러나 신학 집필도 계속 하였다.
리치올리는 볼로냐의 성 루시아 대학에 천문대를 세우고, 망원경, 사분의, 육분의 같은 전통적인 천문 관측기구들을 마련하였다. 리치올리는 천문학뿐만 아니라 물리학, 산수학, 기하학, 광학, 해시계, 지리학, 연대기까지 다루었다. 그는 다른 예수회 회원, 특히 볼로냐에서는 그리말디(Francesco Maria Grimaldi, 1618–1663)와 협력하였다. 서신 왕래를 한 사람중에는 헤벨리우스, 하위헌스, 카시니, 키르허 같은 사람들이 있다. 그의 활동과 당시 문화에 대한 관련성을 인정받아 루이 14세로부터 상을 받았다. 리치올리는 죽을 때까지 천문학과 신학에 대한 저술을 계속하였다. 볼로냐에서 73세의 나이로 죽었다.

## 과학 업적

### 《새로운 알마게스트(Almagestum Novum)》
리치올리의 중요한 업적 중 하나는 1651년에 저술된 《새로운 알마게스트(Almagestum Novum)》 인데 1500쪽 이상이며 2절판(38cm x 25cm) 크기로 본문, 표, 그림으로 가득찬 백과사전적 작품이다. 이 책은 유럽 전역의 천문학자들에게 표준 기술 참고서가 되었다. 영국 최초의 천문학자 존 플램스티드(1646~1719, 코페르니쿠스 추종자, 개신교도)는 그레샴 강의에서 이 책을 사용했다; 파리 천문대의 제롬 랄랑드(1732~1807)는 그 당시 고서임에도 불구하고 광범위하게 이 책을 인용했다; 1912년 간행된 《가톨릭 백과사전》에서 이 책을 17세기 예수회의 가장 중요한 문헌이라고 소개하였다. 이 두 권의 책에는 당시의 천문학 및 관련 주제에 대한 10개의 "책"이 수록되어 있었다.
1. 천체 및 천체 운동, 적도, 황도, 황도 12궁 등
2. 지구와 크기, 중력, 진자 운동 등
3. 태양의 크기, 거리, 움직임, 관측 등
4. 달의 위상, 크기 및 거리 등(망원경을 통해 본 달의 세부 지도가 포함됨)
5. 일식과 월식
6. 항성
7. 행성과 행성의 움직임 등(망원경으로 본 각 행성의 표현이 포함됨)
8. 혜성과 신성("새로운 별")
9. 우주의 구조: 태양중심설과 지구중심설
10. 천문학 관련 계산

리치올리는 세 권짜리 《새로운 알마게스트》을 계획하였지만 (1500 쪽이라서 두 부분으로 분할된) 첫 권만 완성하였다.

#### 진자와 낙하하는 물체
리치올리는 중력에 의해 낙하하는 물체의 가속도를 정밀하게 측정한 최초의 사람으로 인정된다. 《새로운 알마게스트》 2 책과 9책에는 떨어지는 물체와 진자의 움직임에 대한 중요하고 광범위한 실험 보고서가 포함되어 있다.
시간을 정확하게 측정하는 장치로서 진자에 관심을 가졌다. 리치올리는 어떤 별이 움직이는 동안 진자의 흔들리는 수를 세어봄으로써 작은 진폭으로 흔들리는 진자의 주기가 일정하다는 것을 실험적으로 확인하였다. 어떤 기간 동안 3212 번 진동하는데 이중 두 번의 오차 (0.062%)가 있었다. 흔들리는 진폭을 40도로 늘리면 진자의 주기가 늘어난다고 보고하였다. 주기가 1초인 진자를 개발하고자 하였는데 그러면 24시간 동안 86,400번 진동한다. 별을 이용해 시간을 표시하고, 9명의 예수회 동료로 팀을 조직하여 24시간 동안 진자의 흔들림을 세고 진폭을 일정하게 유지하는 실험을 직접 두 번 실시하였다. 그 결과는 한 진자의 주기는 1.85% 이내로 1초가 되었고 다른 진자는 0.69% 이내의 오차를 보였다. 리치올리는 이 값을 개선하려고 시도하였다. 그 후 1초 진자는 다른 주기를 가진 진자를 교정하기 위한 표준이 되었다. 시간을 측정하는 데 있어 진자는 완벽하지는 않지만 다른 방법에 비해 매우 신뢰할 수 있는 도구라고 리치올리는 말한다.
시간을 재기 위하여 진자를 사용하고 (때로는 진자와 함께 청각적으로 시간을 알리기 위하여 예수회 합창단의 노래가 더해졌다) 또한 물체를 떨어뜨리기 위한 높은 건물로 볼로냐의 아시넬리 탑을 써서 리치올리는 낙하하는 물체에 대한 정밀한 실험을 할 수 있었다. 그는 낙하하는 물체가 갈릴레오의 "홀수 규칙"을 따른다는 것을 증명하였는데 낙하하는 물체의 이동 거리는 시간의 제곱에 비례한다는 것이다. 이것은 가속도가 일정하다는 것을 보여준다. 리치올리에 따르면 정지 상태에서 떨어지는 물체는 1초에 15 로마 피트(29.57cm), 2초에 60피트, 3초에 135피트 등을 이동한다. 위에서 언급한 카베오를 비롯하여 예수회의 몇몇 회원은 이 규칙이 엄격하게 증명되지 않았다고 주장하였다. 일반적으로 낙하하는 물체는 일정한 가속도를 가지지만 이 가속도는 물체의 무게, 크기, 밀도에 따라 다르다는 것이다. 리치올리는 무게가 다른 두 개의 무거운 물체를 같은 높이에서 동시에 떨어뜨리면 무거운 물체는 (밀도가 같거나 더 크다면) 더 빨리 떨어지고, 두 물체가 같은 무게라면 밀도가 큰 물체가 더 빨리 떨어진다고 하였다.
예를 들어 리치올리는 2.5 온스로 같은 무게를 가진 나무 공과 납 공을 동시에 떨어뜨리면 납 공이 280 로마 피트를 떨어지는 동안 나무 공은 240 로마 피트를 떨어지는 것을 발견했다. (《새로운 알마게스트》에 있는 표에는 이렇게 짝지어진 실험 자료가 21개 실려있다.) 그는 이러한 차이가 공기 때문이라 보고, 떨어지는 물체를 다룰 때는 공기의 밀도를 고려해야 한다고 언급하였다. 그가 행한 실험을 누구나 재현할 수 있도록 자세한 실험 방법을 제공하였는데 아시넬리 탑의 높이와 실험 장소를 보여주는 도표도 제공하였다.

리치올리의 주장은 무게가 다른 공들이 같은 비율로 떨어진다는 갈릴레오의 주장과 모순되지만, 갈릴레오가 같은 재료이자만 다른 크기의 물체를 추락시켰을 가능성을 제기하였다. 이 경우 두 공 사이의 낙하 시간의 차이는 다른 재료로 같은 크기인 공 또는 같은 무게이며 다른 크기의 공일 때보다 차이가 훨씬 작으며, 매우 높은 곳에서 떨어뜨리지 않은 한 그 차이는 분명하지 않다. 그 당시 여러 사람들이 낙하하는 물체에 대한 갈릴레오의 생각에 대해 우려를 표명하고, 갈릴레오의 생각을 검증하기 위해 거리나 시간의 작은 차이를 구별하는 것은 불가능할 것이라고 주장하거나, 실험이 갈릴레오의 예측에 부합하지 않았다고 보고하거나, 갈릴레오의 생각을 완전하게 검증할 수 있는 적당한 건물이 없다고 불평하였다. 이와는 대조적으로 리치올리는 이상적인 장소에서 반복적으로 일관성 있게 정밀한 실험을 수행하였음을 보여주었다. 따라서 미국 인디애나 대학의 역사학자 멜리(Domenico Bertoloni Meli)는 다음과 같이 지적한다.
리치올리의 정확한 실험은 [17세기] 후반에 널리 알려졌으며 갈릴레오 업적 중 일부분 특히 홀수 법칙과 무거운 물체들이 비슷한 가속도로 떨어지며 속력이 무게에 비례하지 않는다는 생각에 대한 실험적 타당성의 공감대를 형성하는 데 도움이 되었다. 갈릴레오와의 제한된 일치는 의미심장한데 그것은 마치 갈릴레오를 비난하는 글을 자신의 출판물에 실었던 매정한 독자에게서 나온 것처럼 보인다.

#### 달에 대한 업적
리치올리와 그리말디는 달을 광범위하게 연구했고, 그 중 그리말디는 달의 지도를 그렸는데 《새로운 알마게스트》 4책에 수록되었다. 그리말디의 지도는 요하네스 헤벨리우스와 마이클 반 랑그렌이 먼저 그린 지도를 바탕으로 하였다. 이 지도들 중 하나에서 리치올리는 오늘날에도 여전히 사용되고 있는 달의 장소들에 대한 명명법의 기초가 되는 달의 장소의 이름을 지었다. 예를 들어 고요의 바다(The Sea of Tranquillitatis, 1969년 아폴로 11호 착륙지점)는 리치올리가 지은 이름이다. 리치올리는 달의 넓은 지역에 '비의 바다', '구름의 바다'처럼 날씨에 따른 이름을 붙였다. 구덩이(crater)에는 유명한 천문학자의 이름을 붙였는데 철학이나 시대별로 묶었다. 리치올리가 코페르니쿠스 이론을 거부하였지만, 큰 구덩이에 "코페르니쿠스"라는 이름을 붙이고, 다른 중요한 구덩이에 케플러, 갈릴레오, 란스베르기우스와 같은 코페르니쿠스 지지자들의 이름을 붙였다. 자신들의 이름이 붙은 리치올리와 그리말디 구덩이는 코페르니쿠스 근처에 두었지만 다른 예수회 천문학자들의 이름이 붙은 구덩이는 튀코 브라헤 구덩이 근처에 두어서 리치올리의 달 명명법을 보면 예수회 회원으로서 공개적으로 지지할 수 없었던 코페르니쿠스 이론에 대한 암묵적 동조라고 때때로 여겨져 왔다. 그러나 리치올리는 모든 코페르니쿠스 지지자들을 폭풍이 치는 물(폭풍의 대양)에 빠뜨렸다고 말했다. 이 지도에서 또 다른 주목할 만한 특징은 달에 사람이 살지 않는다고 리치올리가 직접 진술한 점이다. 이것은 쿠사의 니콜라스, 조르다노 브루노, 심지어 케플러의 저술에 나타나고 그리고 나중에는 베르나르 퐁트넬과 윌리엄 허셜의 저술에 계속 나타나는 생각 즉 달에 사람이 살 것이라는 추측과 정면으로 배치된다.

#### 지구의 움직임에 관한 논의
《새로운 알마게스트》의 상당부분(343쪽에 이르는 9책)은 세계 체계에 대한 질문을 다룬다. 즉 우주는 지구 중심인가, 아니면 태양 중심인가? 지구는 움직이는가, 움직이지 않는가? 과학사가 에드워드 그랜트는 9책을 이 문제에 관한 "16세기와 17세기의 어느 누구보다 가장 길고, 날카롭고, 권위있는" 분석이라고 하였으며, 그는 이 책이 갈릴레오의 《두 가지 주요 세계관에 관한 대화》 보다 훨씬 뛰어나다고 한다. 실제로 최근 한 저자는 9책을 "갈릴레오가 썼을 것 같은 책"이라고 하였다. 9책에서 리치올리는 지구의 움직임에 관한 126개의 주장을 논하고 있는데 49개는 찬성이고 77개는 반대이다. 리치올리가 보기에 망원경 관찰로 프톨레마이오스 체계는 이미 무너진 것이고 프톨레마이오스의 지구 중심 체계와 코페르니쿠스의 태양 중심 체계 사이에 문제가 있는 것이 아니었다. 1570년대 튀코 브라헤에 의해 개발된 지구-태양 중심계 (태양, 달, 별은 고정된 지구를 중심으로 원운동하고 다른 행성들은 태양 주위를 돈다. "지구-태양 계" 또는 "혼성 계"라고도 한다.)와 코페르니쿠스 체계 사이의 문제이다. 《새로운 알마게스트》의 겉표지에서 알 수 있듯이 리치올리는 수정된 튀코 브라헤 체계를 선호했다. 리치올리가 파르마에 있을 때 그의 생각을 다음과 같이 적었다. "토성과 목성을 빼고는 튀코 브라헤의 생각과 같다. 내가 보기에 토성과 목성의 중심은 태양이 아니라 지구이다."
많은 저자들이 리치올리의 분석과 126개 주장을 언급한다. 그러나 《새로운 알마게스트》에 있는 주장의 번역과 그 주장에 대한 더 현대적인 토론은 보기 드물다. 126개의 논의 중 단지 세 가지에 대해서만 손쉽게 번역과 토론을 찾을 수 있다. 그 세 가지란 첫째, 리치올리가 "물리-수학적 논의"라고 하는 것으로 갈릴레오의 추측 중 하나와 관련된다. 둘째 오늘날 "코리올리스 효과"로 알려진 주장이고, 셋째 당시의 망원경을 통해 본 별의 모습에 근거한 주장이다.

#### 물리-수학적 논의
리치올리는 지구의 움직임에 대한 찬반 논쟁의 관점에서 물리-수학적 주장을 편다. 1632년 갈릴레오는 《두 가지 주요 세계관에 관한 대화》에서 한 가지 추측을 하였는데, 탑에서 떨어지는 돌의 겉보기 직선 가속 운동은 두 개의 균일한 원운동이 합쳐진 결과라는 것이다. 즉 하나는 지구의 자전 때문이고 다른 하나는 돌 자체가 가지고 있는 원운동과 탑에 의해 전달된 원운동이다. 갈릴레오는 다음과 같이 말한다.
[낙하하는] 돌의 진실하고 실제적인 움직임은 전혀 가속되지 않으며 언제나 조용하고 균일하다.... 그래서 우리는 가속의 원인이나 다른 운동의 원인을 찾을 필요가 없다. 탑에 남아 있던지 아니면 떨어지든지, 움직이는 물체는 항상 같은 방식으로 움직인다. 즉 같은 빠르기와 같은 균일성으로 원운동한다..... 떨어지는 물체의 곡선이 정확하게 이것이 아니라면 이와 매우 유사할 것이다.... [그리고] 이 생각에 따르면 직선 운동은 존재하지 않으며 자연은 직선 운동을 전혀 사용하지 않는다.
리치올리는 이 추측이 적용되지 않을 수 있다고 하였다. 극지방에서는 지구의 자전으로 인한 원운동의 영향이 적거나 거의 없기 때문에 극지방에서 떨어지는 물체에 적용되지 않는다. 지구 자전에 의해 더 큰 영향을 받는 적도 지방이라 하더라도 갈릴레오의 추측에 따른 속도는 매우 작다. 리치올리가 보기에 갈릴레오의 추측에 관한 문제는 코페르니쿠스 체계를 반박하는 하나의 표시였지만, 현대의 저자들은 리치올리의 추론에 동의하지 않는다.

#### "코리올리 효과" 논의
리치올리는 또한 포물체의 운동을 보면 지구의 자전을 알 수 있다고 주장했는데 자전하는 지구의 지표면에서 위도가 다르면 다른 속력로 움직이기 때문이다. 다음과 같이 썼다.
자오선을 따라 (동쪽이나 서쪽이 아니라) 극을 향해 공을 던지면 일주운동으로 인해 공이 휘어진다[즉 공의 궤적이 꺽이게 된다]. 모든 것이 같다는 조건에서 극에 가까운 곳의 지표면은 위도에 평행한 방향으로 느리게 움직인다. 반면에 적도 근처에서 지표면은 더 빨리 움직인다.
그러므로 북쪽에 있는 목표물을 향해 대포로 포탄을 발사하면 지구의 자전 때문에 포탄은 목표물의 동쪽(오른쪽)에 떨어진다. 그러나 동쪽으로 쏘면 대포와 표적이 같은 방향으로 같은 거리를 이동하기 때문에 편향은 없을 것이다. 최고 실력의 포병이 정확하게 발사하면 상대방 대포의 오른쪽을 맞출 것이라고 리치올리는 말한다. 북쪽으로 발사한 포탄에서 이런 편향 효과가 있다면 이것을 탐지했을 것이다. 그러나 이러한 효과가 없다는 것은 지구가 자전하지 않는다는 것을 나타낸다고 리치올리는 주장한다. 그가 예상한 효과가 실제로 일어난다는 점에서 그의 추론은 정확했다. 오늘날에 이것은 19세기 물리학자 코리올리(1792~1843)를 따라 "코리올리 효과"로 알려져 있다. 그러나 실제로 오른쪽 편향은 대포가 향하는 방향과 상관없이 일어난다(이것을 이해하기 위해서는 리치올리 당시보다 더 발달한 물리학 지식이 필요하다.) 어쨌던지 당시의 포병들이 이 효과를 탐지하기에는 크기가 너무 작았을 것이다.

#### 별의 크기에 관한 논의
코페르니쿠스 이론에 반대하기 위해 리치올리는 또한 망원경으로 별을 관측하였다. 그 당시 작은 망원경을 통해 본 별들은 작지만 뚜렷한 원반처럼 보였다. 원반으로 잘못 보인것은 망원경으로 들어오는 빛의 회절 때문이다. 이것은 오늘날 19세기 천문학자 조지 비델 에어리(1801~1892)의 이름을 따서 에어리 원반으로 알려져 있다. 실제로 별의 원반을 관측하면 일반적으로 너무 작아서 최신 망원경으로도 볼 수 없다. 그러나 17세기 대부분의 기간 동안 망원경으로 보이는 이 원반이 항성의 실제 모습으로 생각되었다. 코페르니쿠스 이론에서 연주 시차가 보이지 않으려면 별들은 지구로부터 매우 먼 거리에 있어야만 한다. 리치올리와 그리말디는 망원경으로 별 원반을 무수히 관측하였고, 원하는 사람은 누구나 재현할 수 있도록 그들의 절차에 대한 상세한 설명을 남겼다. 그리고 나서 리치올리는 측정된 항성들이 코페르니쿠스 이론에 의한 시차를 보이지 않으며 망원경으로 본 크기를 갖기 위한 물리적 크기를 계산하였다. 모든 경우에 있어서 그 결과는 태양을 왜소하게 할 정도 별들이 거대하다는 것이다. 지구 중심설을 주장하는 튀코 브라헤처럼 어떤 이론에 따르면 별 하나가 전체 우주의 크기보다 크게 된다. 망원경으로 보이는 별의 모양때문에 코페르니쿠스 이론에 제기되는 문제는 일찍이 1614년 시몬 마리우스의 주목을 끌었는데, 별의 원반에 대한 망원경 관찰은 코페르니쿠스가 아니라 튀코 브라헤의 이론을 뒷받침한다고 하였다. 이 문제는 마르틴 판 덴 호프(1605–1639)와 같은 코페르니쿠스 학자들에게도 알려졌는데, 그도 역시 별의 원반을 측정하고 나서 방대한 크기의 문제가 생기기 때문에 사람들이 코페르니쿠스 이론을 거부할 수도 있겠다고 인정하였다.

#### 기타 논의들
리치올리는 《새로운 알마게스트》 9책에서 다른 다양한 논의가 등장한다. 다음과 같은 것들이다. 지구가 자전하면 건물이 서있을 수 있는지 또는 새는 날 수 있는지, 무거운 물체는 어떤 종류의 움직임이 자연스러운지, 무엇이 더 단순하고 우아한 천체의 배열인지, 하늘 또는 지구 중에서 어느 것이 더 움직이기에 적합하며 더 쉽고 경제적으로 움직일 수 있는지, 우주의 중심이 고귀한 자리인지에 대한 것이다. 그리고 다른 많은 논의가 있다. 《새로운 알마게스트》에서 코페르니쿠스에 반대하는 많은 논의는 튀코 브라헤가 코페르니쿠스에 반대하는 논의에 뿌리를 두고 있다.
리치올리는 코페르니쿠스 체계에 강하게 반대하였고 심지어 지구의 부동성에 대한 어떤 주장은 논박의 여지가 없이 확실한 것이라고 하였지만 그는 또한 코페르니쿠스파의 반론을 들어 일부 반코페르니쿠스파의 주장을 반박하기도 하였다. 예를 들어 지구가 자전하면 우리가 그것을 느껴야 하지만 그렇지 않기 때문에 지구는 움직이지 않는다는 흔한 의견을 소개한다. 그러나 그는 수학적으로 꼭 그렇게 그껴질 필요는 없다고 말한다. 마찬가지로 지구가 자전한다면 건물이 파괴되거나 새들이 뒤쳐지게 된다는 생각을 반박한다. 앞에서 동쪽으로 향한 대포와 포탄에서 논의되었듯이 모든 물체는 지구 자전에 의한 운동을 공유한다. 아마 이런 이유로 리치올리는 때때로 코페르니쿠스의 숨은 지지자로 묘사되는데, 예수회 회원으로서 코페르니쿠스 이론에 반대할 필요가 있었기 때문이다.

### 《개혁 천문학》
리치올리의 또 다른 중요한 천문학 저술은 1665년에 간행된 《개혁 천문학》이다. 《새로운 알마게스트》에 비하면 반밖에 안되지만 그래도 두꺼운 책이다. 두 책의 내용은 상당히 중복되며 《개혁 천문학》은 《새로운 알마게스트》의 개정판으로 생각될 수 있다.
《개혁 천문학》에서 토성의 모양이 변하는 것을 자세하게 보고하였다. 목성 부분에는 1632년 말 두니스버그의 수도원장이며 좋은 망원경을 가지고 있던 레안데르 밴디우스가 관측한 목성의 대적점에 대한 (최초는 아니지만) 이른 기록이 있다. 또한 이 부분에서 리치올리는 시간에 따라 출몰하는 목성 구름 띠에 대해 보고하고 있다.
《개혁 천문학》에 물리-수학적 논의가 나타나는 것은 안젤리( Stefano degli Angeli, 1623~1697)가 리치올리의 논의에 대해 "예상치 못한, 다소 무례하고 때로는 경솔한 공격"을 감행하는 계기가 되었다. 제임스 그레고리(James Gregory)는 떨어지는 물체에 대한 공적 또는 사적인 논쟁에 대한 보고서를 1668년 영국에서 발표했다. 이것은 로버트 후크(1635~1703)가 아이작 뉴턴(1642~1727)을 끌어들여 왕립학회와의 과학적인 서신을 재개한 것과 곧 이어서 낙하 물체의 궤도에 관한 논쟁을 벌이면서 "뉴턴이 다른 일은 제쳐두고 지상과 하늘에서의 역학 연구로 되돌아 가게 하는" 전주곡이었다. 《개혁 천문학》은 요하네스 케플러의 타원 천체 역학에 유리하도록 축적된 관측 증거를 반영하였다. 이 책에서는 지구-태양 중심의 튀코 브라헤 이론에 타원 궤도를 결합시켰다. 리치올리는 케플러의 생각을 받아들였지만, 태양 중심 이론에는 반대 입장을 견지하였다. 실제로 안젤리와의 논쟁 후에 태양 중심설에 대한 리치올리의 태도가 굳어졌다.

### 다른 업적
1644년에서 1656년 사이 리치올리는 그리말디와 함께 지리적 측정에 전념하였는데 지구 둘레 그리고 바다와 육지의 비율을 결정하기 위한 것이었다. 그러나 잘못된 방법을 사용하였기 때문에 몇 년 전에 스넬이 측정한 자오선 1 분의 거리보다 부정확한 값을 얻었다. 스넬은 대략 4,000미터의 오차가 있었지만 리치올리는 10,000미터 이상의 오차가 있었다. 고대 로마에서 위도 1도의 거리는 항상 75밀리아르 또는 375,000 로마 피트이었음에도 불구하고 373,000 로마 피트를 얻었다.
그는 종종 이중성(double star)인 미자르를 망원경으로 최초 관측한 것으로 알려졌다. 그렇지만 카스텔리와 갈릴레오가 훨씬 더 일찍 이 별을 관측하였다.

디니스(Alfredo Dinis)의 말에 의하면
리치올리는 백과사전적 지식을 가진 사람으로서뿐만 아니라 당시의 우주론, 관측천문학, 지리학 등에서 모든 관련 문제를 이해하고 논의할 수 있는 사람으로 이탈리아와 해외 모두에서 큰 명망과 반대를 누렸다.

## 저서들
리치올리는 라틴어로 책을 저술하였다.

### 천문학
- Geographicae crucis fabrica et usus ad repraesentandam ... omnem dierum noctiumque ortuum solis et occasum (Ferroni: 1643) (Map of the world from Gallica)
- 새로운 알마게스트 Almagestum novum astronomiam veterem novamque complectens observationibus aliorum et propriis novisque theorematibus, problematibus ac tabulis promotam (Vol. I–III, 1651) (Or: Volume 1 : First part - 구글 도서; Second part - 구글 도서)
- Geographiæ et hydrographiæ reformatæ libri duodecim - 구글 도서, Bologna, 1661
  - Geographiæ et hydrographiæ reformatæ: nuper recognitæ & auctæ libri duodecim - 구글 도서. 2nd ed., Venice, 1672. 695 p.
- 개혁 천문학 Astronomia reformata (Vol. I–II, 1665)
  - Volume 1 - 구글 도서: 관측, 가정, 설명
  - Volume 2 - 구글 도서: 사용법, 102개의 표
  - Vindiciae calendarii Gregoriani adversus Franciscum Leveram (1666)
- Apologia R.P. Io. Bapt. Riccioli Societatis Iesu pro argumento physicomathematico contra systema Copernicanum (1669)
- Chronologiae reformatae et ad certas conclusiones redactae ... (Vol. I–IV, 1669)
  - ... tomus primus continens doctrinam temporum - 구글 도서, 404 p.
  - ... tomus secundus Aetates Mundi Et Tria Chronica Continens - 구글 도서, 236 p.
  - ... tomus tertius continens catalogos plurimos personarum rerumque insigniorum cum earum temporibus, - 구글 도서 161p. & tomus quartus 324 p,
- Tabula latitudinum et longitudinum (1689)

### 신학
- Evangelium unicum Domini nostri Jesu Christi ex verbis ipsis quatuor Evangelistarum conflatum et in meditationes distributum - 구글 도서. Bologna, 1667, 466 p.
- Immunitas ab errore tam speculativo quam practico definitionum s. Sedis apostolicae in canonizatione sanctorum, in festorum ecclesiasticorum institutione et in decisione dogmatum, quae in verbo Dei scripto, traditove implicite tantum continentur, aut ex alterutro sufficienter deducuntur, Bologna, 1668 (Listed in the Index Librorum Prohibitorum in 1669[52])
- De distinctionibus entium in Deo et in creaturis tractatus philosophicus ac theologicus (1669)

### 운율학에 대한 리치올리의 몇 개의 판본
운율학에 대한 리치올리의 책들은 여러번 개정되었고 여러 판본이 있다.
- Prosodia Bonnoniensis reformata .... Bologne, 1655
- Prosodia Bononiensis reformata - 구글 도서. Padua, 1714 (the two volumes merged into one)

## 참고 문헌
- AlunSalt: "Copernicus and the Star that was bigger than the Universe" (17 January 2011)
- arXiv:1103.2057v2 2011: "126 Arguments Concerning the Motion of the Earth, as presented by Giovanni Battista Riccioli in his 1651 Almagestum Novum"
- BBC News 2010: "Jupiter's brown stripe is returning, say astronomers" (26 November 2010)
- Bolt, Marvin (ed.) 2007, Mapping the Universe (Chicago: Adler Planetarium & Astronomy Museum)
- 가톨릭 백과사전
- Campbell, Thomas Joseph 1921, The Jesuits, 1534-1921: a history of the Society of Jesus from its foundation to the present time (New York: Encyclopedia Press)
- Comins, N. F. & Kaufmann, W. J. 2009, Discovering the Universe: From the Stars to the Planets (New York: W. H. Freeman)
- Crowe, M. J. 2008 The Extraterrestrial Life Debate, Antiquity to 1915: A Source Book (University of Notre Dame Press)
- Delambre J. B. J. 1821, Histoire de L'astronomie moderne (Paris)
- Dialogue Concerning the Two Chief World Systems 2001, by Galileo Galilei [1632], translated and with revised notes by Stillman Drake and Foreword by Albert Einstein (New York: Random House/The Modern Library)
- Discover News 2011: "Did Riccioli 'Discover' the Coriolis Effect?" 보관됨 2012-10-07 - 웨이백 머신, Jennifer Ouellette (Jan 27, 2011)
- Dinis, Alfredo 2002, "Was Riccioli a Secret Copernican?" in Giambattista Riccioli e il Merito Scientifico dei Gesuiti nell'età Barocca, a cura di Maria Teresa Borgato (Firenze: Leo S. Olschki), 49–77
- Dinis, Alfredo 2003, "Giovanni Battista Riccioli and the Science of His Time" in Jesuit Science and the Republic of Letters - 구글 도서, edited by Mordechai Feingold (Cambridge, Massachusetts: MIT Press), 195-224 (Significant excerpts)
- Galloway, T. 1842, Remarks on Fernel's Measure of a Degree - 구글 도서, Philosophical Magazine and Journal of Science, Volume 20, 90-98
- Gingerich, Owen 1973, "Copernicus and Tycho", Scientific American, Volume 229, 86–101.
- Graney, C. M. 2010a, "The Telescope Against Copernicus: Star Observations by Riccioli Supporting a Geocentric Universe", Journal for the History of Astronomy, Volume 41, 453–467
- Graney, C. M. 2010b, "Changes in the Cloud Belts of Jupiter, 1630-1664, as Reported in the 1665 Astronomia Reformata of Giovanni Battista Riccioli", Baltic Astronomy, Volume 19, 265–271
- Graney, C. M. 2011, "Coriolis effect, two centuries before Coriolis", Physics Today, Volume 64, 8–9,  doi:10.1063/PT.3.1195
- Graney, C. M. & Grayson, Timothy P. 2011, "On the Telescopic Disks of Stars: A Review and Analysis of Stellar Observations from the Early Seventeenth through the Middle Nineteenth Centuries", Annals of Science, Volume 68, 351–373.
- Graney, C. M. 2012, "Anatomy of a fall: Giovanni Battista Riccioli and the story of g", Physics Today, Volume 65, 69–40,  doi:10.1063/PT.3.1716
- Graney, C. M. 2015, Setting Aside All Authority: Giovanni Battista Riccioli and the Science against Copernicus in the Age of Galileo, University of Notre Dame Press, ISBN 978-0268029883
- Grant, Edward 1984, "In Defense of the Earth's Centrality and Immobility: Scholastic Reaction to Copernicanism in the Seventeenth Century", Transactions of the American Philosophical Society, New Series, Volume 74, 1–69
- Grant, Edward 1996, Planets, Stars, and Orbs: The Medieval Cosmos, 1200–1687 (Cambridge: Cambridge University Press)
- Heilbron, J. L. 1999, The Sun in the Church: Cathedrals as Solar Observatories (Cambridge, Massachusetts: Harvard University Press)
- Hoefer, Ferdinand 1873, Histoire de l'astronomie (Paris)
- Koyré, Alexandre 1955, "A Documentary History of the Problem of Fall from Kepler to Newton: De Motu Gravium Naturaliter Cadentium in Hypothesi Terrae Motae", Transactions of the American Philosophical Society, New Series, Volume 45, 329–395
- Meli, Domenico Bertoloni 2006, Thinking with Objects: The Transformation of Mechanics in the Seventeenth Century (Baltimore, Maryland: Johns Hopkins University Press)
- New Scientist 2010: "Jupiter loses a stripe", David Shiga (11 May 2010)
- New Scientist 2011: "Coriolis-like effect found 184 years before Coriolis", MacGregor Campbell (14 January 2011); "Forces and Fate", New Scientist (print edition 8 January 2011), 6
- Raphael, Renee 2011, "A non-astronomical image in an astronomical text: Visualizing motion in Riccioli's Almagestum Novum", Journal for the History of Astronomy, Volume 42, 73–90
- The TOF Spot: "The Book Galileo Was Supposed to Write" (21 April 2011)
- Van Helden, Albert 1984, "Galileo, Telescopic Astronomy, and the Copernican System", in The General History of Astronomy, edited by M. A. Hoskin, volume 2A, (Cambridge: Cambridge University Press)
- Whitaker, E. A. 1999, Mapping and Naming the Moon: A History of Lunar Cartography and Nomenclature (Cambridge University Press)
- F. Marcacci, Cieli in contraddizione: Giovanni Battista Riccioli e il terzo sistema del mondo, Modena-Perugia, Accademia delle Scienze-Aguaplano 2018.